# Знаменское (Оленинский район)
Знаменское — село в Оленинском муниципальном округе Тверской области России. До 2019 года входила в состав ныне упразднённого Мостовского сельского поселения.

## География
Село находится в юго-западной части Тверской области, в зоне хвойно-широколиственных лесов, при автодороге 28Н-1138, на расстоянии примерно 19 километров (по прямой) к северо-западу от Оленина, административного центра округа. Абсолютная высота — 236 метров над уровнем моря.

### Часовой пояс
Село Знаменское, как и вся Тверская область, находится в часовой зоне МСК (московское время). Смещение применяемого времени относительно UTC составляет +3:00.

## Население
| 2010 |
| ---- |
| 89   |

### Национальный состав
Согласно результатам переписи 2002 года, в национальной структуре населения русские составляли 97 % из 101 чел.